# 格拉德斯通-戴尔关系
格拉德斯通-戴尔关系（英語：Gladstone–Dale relation）是流体折射率与密度之间所满足的定量关系式，由英国科学家约翰·霍尔·格拉德斯通与托马斯·佩勒姆·戴尔于19世纪提出。
格拉德斯通－戴尔关系的表达式为：
{\displaystyle n-1=K\rho ,}
其中{\displaystyle n}为折射率，{\displaystyle \rho }为密度，{\displaystyle K}为格拉德斯通－戴尔常数。